# 石の上にも三年
石の上にも三年（いしのうえにもさんねん）は、古代インドからのことわざ。

## 語釈
行っている物事がつらくても、それを辛抱強く頑張ったならばやがて報われるということを意味する。冷たい石の上にでも、三年間も座り続けていたならば温まってくるということからの例えである。江戸時代の初期には「石の上にも三年いれば温まる」という形で用いられていた。いるとは座るという意味である。それが17世紀頃から温まるが省略されて用いられて、この省略された形が定着して元の形は忘れ去られた。この言葉の用法としては、新たな事柄を始める際に、ともかく三年は辛抱しようということであった。または結婚したものの離婚をして実家に帰りたいと言っている新妻に対して仲人が用いる言葉であった。ここでの三年の三とは一般的には一区切りとして意識される象徴的な数であった。三年というのは厳密な期間ではなく、新しい環境や仕事に慣れてゆとりが出てくる時期のことであった。

## 由来

### インド
2000年ほど前のインドにバリシバ尊者という人がおり、この人は80歳になってから出家をしてフダミダッタ尊者の弟子になった。そしてこのバリシバ尊者は大変な修行を行うこととなる。仏教での修行は樹の下の石の上での座禅を大切にしているため、バリシバ尊者は3年間も座禅を組んだまま横になって休むことはなかった。この甲斐があって無上の悟りを得ることができ、釈迦から数えて10代目の祖師となることができた。このバリシバ尊者は今では第十祖脇尊者として崇められている。このバリシバ尊者は幼い頃にとある仙人から、この子は凡人ではなく法器になると予見されたことがあった。このバリシバ尊者のことが石の上にも三年ということわざになった。

### 中国
中国が由来という説もある。中国禅宗の開祖とされる達磨大師というインド人の僧侶は悟りを開くために非常に厳しい修行を行ったとされ、その内容は9年間もの間、壁に向かって誰とも会話をすることなく座禅をし続けるというものであった。その忍耐の末に悟りを開くことができた。このことが石の上にも三年ということわざになったという説もある。